# 塔杜瓦尔河畔迈索奈
塔杜瓦爾河畔迈索奈（法語：Maisonnais-sur-Tardoire，法語發音：[mɛzɔnɛ syʁ taʁdwaʁ]）是法国新阿基坦大区上维埃纳省的一个市镇，属于罗什舒阿尔区。

## 地理
塔杜瓦尔河畔迈索奈（45°42'44"N, 0°41'23"E）面积31.89 平方千米，位于法国新阿基坦大区上维埃纳省，该省份为法国中西部省份，北起顺时针与安德尔省、克勒兹省、科雷兹省、多爾多涅省、夏朗德省和维埃纳省接壤。
与塔杜瓦尔河畔迈索奈接壤的市镇（或旧市镇、城区）包括：鲁西讷、索瓦尼亚克、比斯罗勒、尚涅和雷亚克、谢罗纳克、圣马蒂厄、莱萨勒拉沃吉永。
塔杜瓦尔河畔迈索奈的时区为UTC+01:00、UTC+02:00（夏令时）。

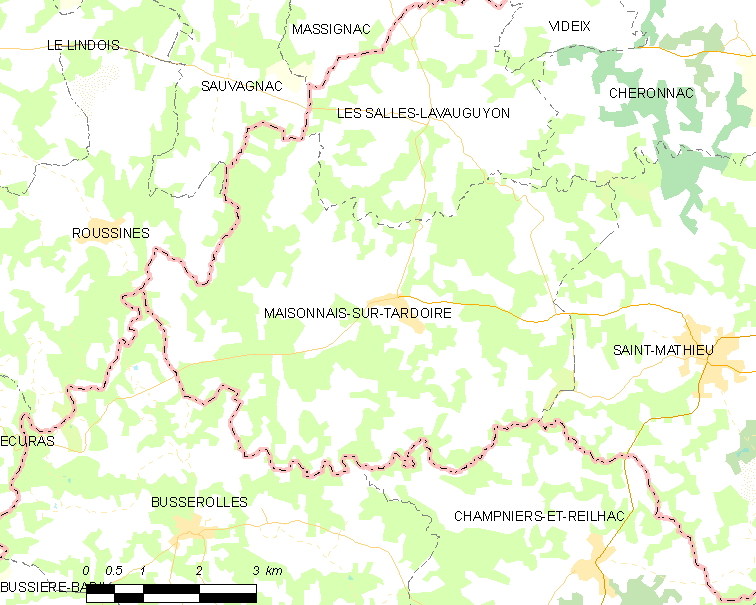
塔杜瓦尔河畔迈索奈的OSM定位图

## 行政
塔杜瓦尔河畔迈索奈的邮政编码为87440，INSEE市镇编码为87091。

## 政治
塔杜瓦尔河畔迈索奈所属的省级选区为罗什舒阿尔县。

## 人口

1962-2008年间塔杜瓦尔河畔迈索奈人口变化图示

塔杜瓦尔河畔迈索奈于2022年1月1日时的人口数量为376人。